# Cypria fadeewi
Cypria fadeewi är en kräftdjursart som beskrevs av Dubowsky 1927. Cypria fadeewi ingår i släktet Cypria och familjen Cyprididae. Inga underarter finns listade i Catalogue of Life.